# Northern Talent Cup 2024
Der Northern Talent Cup 2024 war der fünfte in der Geschichte des FIM-Northern Talent Cups. Anstatt wie früher mit einer KTM 250 FRR wird nun mit einer Honda NSF250R gefahren.
Es wurden 14 Rennen bei sieben Veranstaltungen ausgetragen, wovon fünf im Rahmen der IDM stattfanden sowie je  einer im Rahmen der Superbike- sowie der Motorrad-Weltmeisterschaft.

## Punkteverteilung
Meister wurde derjenige Fahrer, der bis zum Saisonende die meisten Punkte erzielt hatte. Bei der Punkteverteilung wurden die Platzierungen im Gesamtergebnis des jeweiligen Rennens berücksichtigt. Die fünfzehn erstplatzierten Fahrer jedes Rennens erhielten Punkte nach folgendem Schema:
| Punkteverteilung | Punkteverteilung | Punkteverteilung | Punkteverteilung | Punkteverteilung | Punkteverteilung | Punkteverteilung | Punkteverteilung | Punkteverteilung | Punkteverteilung | Punkteverteilung | Punkteverteilung | Punkteverteilung | Punkteverteilung | Punkteverteilung | Punkteverteilung |
| ---------------- | ---------------- | ---------------- | ---------------- | ---------------- | ---------------- | ---------------- | ---------------- | ---------------- | ---------------- | ---------------- | ---------------- | ---------------- | ---------------- | ---------------- | ---------------- |
| Platz            | 1                | 2                | 3                | 4                | 5                | 6                | 7                | 8                | 9                | 10               | 11               | 12               | 13               | 14               | 15               |
| Punkte           | 25               | 20               | 16               | 13               | 11               | 10               | 9                | 8                | 7                | 6                | 5                | 4                | 3                | 2                | 1                |

In die Wertung kamen alle erzielten Punkte.

## Rennergebnisse
|   | Lauf | Datum  | Rennen      | Strecke                       | Platz 1                   | Platz 2             | Platz 3                   | Pole-Position       | Schn. Rennrunde           | Gesamtführender     |
| - | ---- | ------ | ----------- | ----------------------------- | ------------------------- | ------------------- | ------------------------- | ------------------- | ------------------------- | ------------------- |
| 1 | 1    | 20.04. | Niederlande | TT Circuit Assen              | Antoine Nativi            | Thias Wenzel        | Jurrien van Crugten       | Thias Wenzel        | Jurrien van Crugten       | Antoine Nativi      |
| 1 | 2    | 21.04. | Niederlande | TT Circuit Assen              | Tobias Kitzbichler        | Jurrien van Crugten | Antoine Nativi            | Thias Wenzel        | Jurrien van Crugten       | Antoine Nativi      |
| 2 | 1    | 05.05. | Deutschland | Sachsenring                   | Jurrien van Crugten       | Tom Rolin           | Antoine Nativi            | Ben Wiegner         | Alessandro Binder         | Jurrien van Crugten |
| 2 | 2    | 05.05. | Deutschland | Sachsenring                   | Tom Rolin                 | Matteo Masili       | Ben Wiegner               | Ben Wiegner         | Alessandro Binder         | Jurrien van Crugten |
| 3 | 1    | 01.06. | Deutschland | Motorsport Arena Oschersleben | Julius Ahrenkiel-Frellsen | Richard Irmscher    | Ferre Fleerackers         | Matteo Masili       | Julius Ahrenkiel-Frellsen | Antoine Nativi      |
| 3 | 2    | 02.06. | Deutschland | Motorsport Arena Oschersleben | Richard Irmscher          | Matteo Masili       | Ferre Fleerackers         | Matteo Masili       | Julius Ahrenkiel-Frellsen | Richard Irmscher    |
| 4 | 1    | 22.06. | Tschechien  | Autodrom Most                 | Jurrien van Crugten       | Tobias Kitzbichler  | Ferre Fleerackers         | Matteo Masili       | Jurrien van Crugten       | Jurrien van Crugten |
| 4 | 2    | 23.06. | Tschechien  | Autodrom Most                 | Jurrien van Crugten       | Tobias Kitzbichler  | Richard Irmscher          | Matteo Masili       | Richard Irmscher          | Jurrien van Crugten |
| 5 | 1    | 06.07. | Deutschland | Sachsenring                   | Tobias Kitzbichler        | Antoine Nativi      | Tom Rolin                 | Jurrien van Crugten | Antoine Nativi            | Jurrien van Crugten |
| 5 | 2    | 07.07. | Deutschland | Sachsenring                   | Jurrien van Crugten       | Tobias Kitzbichler  | Tom Rolin                 | Jurrien van Crugten | Ferre Fleerackers         | Jurrien van Crugten |
| 6 | 1    | 17.08. | Niederlande | TT Circuit Assen              | Julius Ahrenkiel-Frellsen | Antoine Nativi      | Ferre Fleerackers         | Jurrien van Crugten | Richard Irmscher          | Jurrien van Crugten |
| 6 | 2    | 18.08. | Niederlande | TT Circuit Assen              | Julius Ahrenkiel-Frellsen | Ferre Fleerackers   | Fynn Kratochwil           | Jurrien van Crugten | Ferre Fleerackers         | Jurrien van Crugten |
| 7 | 1    | 31.08. | Deutschland | Nürburgring                   | Matteo Masili             | Richard Irmscher    | Julius Ahrenkiel-Frellsen | Ferre Fleerackers   | Matteo Masili             | Jurrien van Crugten |
| 7 | 2    | 01.09. | Deutschland | Nürburgring                   | Richard Irmscher          | Ferre Fleerackers   | Matteo Masili             | Ferre Fleerackers   | Ferre Fleerackers         | Jurrien van Crugten |

## Fahrerwertung
| Pos. | Fahrer                    | Rennstall                            | ASS | ASS | HOH | HOH | OSC | OSC | MOS | MOS | HOH | HOH | ASS | ASS | NUR | NUR | Gesamt |
| Pos. | Fahrer                    | Rennstall                            | L1  | L2  | L1  | L2  | L1  | L2  | L1  | L2  | L1  | L2  | L1  | L2  | L1  | L2  | Gesamt |
| ---- | ------------------------- | ------------------------------------ | --- | --- | --- | --- | --- | --- | --- | --- | --- | --- | --- | --- | --- | --- | ------ |
| 1    | Jurrien van Crugten       | BB66 Academy                         | 3   | 2   | 1   | DNF | DNF | 8   | 1   | 1   | 4   | 1   | 6   | 6   | 9   | 13  | 187    |
| 2    | Richard Irmscher          | Racingteam Irmscher                  | DNF | 8   | 7   | 4   | 2   | 1   | DNF | 3   | 7   | 7   | 4   | 9   | 2   | 1   | 174    |
| 3    | Antoine Nativi            | Racing Nativi Team                   | 1   | 3   | 3   | DNF | 4   | 14  | 5   | DNF | 2   | 8   | 2   | 4   | 6   | 6   | 164    |
| 4    | Ferre Fleerackers         | Junior Black Knights                 | 7   | 4   | 12  | DSQ | 3   | 3   | 3   | 5   | 10  | 6   | 3   | 2   | DNF | 2   | 157    |
| 5    | Matteo Masili             | SaMarigosa MM Racing Team            | 8   | 12  | 11  | 2   | 5   | 2   | 4   | 4   | 11  | 15  | 5   | DNF | 1   | 3   | 153    |
| 6    | Tobias Kitzbichler        | Racingteam Kitzbichler               | 5   | 1   | 16  | DNF | 11  | 11  | 2   | 2   | 1   | 2   | DNF | 10  | 7   | DNF | 146    |
| 7    | Julius Ahrenkiel-Frellsen | MASS SPORTS Racing by JRP Motorsport |     |     |     |     | 1   | 9   |     |     | 9   | 5   | 1   | 1   | 3   | 5   | 127    |
| 8    | Tom Rolin                 | Junior Black Knights                 | 18  | 11  | 2   | 1   | 17  | 16  | DNF | 9   | 3   | 3   | DNF | 14  | 5   | 9   | 109    |
| 9    | Alessandro Binder         | Kiefer Racing                        | 6   | 5   | 6   | DNF | 10  | 7   | 8   | 6   | 5   | 11  | 9   | 8   | DNF | DNF | 95     |
| 10   | Thias Wenzel              | Kiefer Racing                        | 2   | 7   | 13  | DNF | 8   | 6   | 6   | 19  | 12  | 13  | 10  | 11  | DNF | 8   | 86     |
| 11   | Levin Phommara            | Phommara Racing                      | 4   | 6   | 5   | DNF | 13  | 18  | 10  | 11  | 8   | 4   | DNF | 13  | DNF | 7   | 81     |
| 12   | Ben Wiegner               | JB-Racing                            | 10  | 15  | 4   | 3   | 12  | 12  | DNF | 17  | 15  | 9   | 11  | 7   | 14  | 10  | 74     |
| 13   | Martin Vincze             | VM Racing Team                       | 15  | 16  | 9   | 7   | 14  | 15  | 9   | 8   | 14  | 10  | DNF | 12  | 8   | 11  | 60     |
| 14   | Tom Willem Kuil           | Zelda People Racing                  | 11  | 20  | 10  | 5   | 7   | 4   | DNS | DNS | WD  | WD  | 17  | 16  | 10  | 15  | 51     |
| 15   | Dustin Schneider          | MASS SPORTS Racing by JRP Motorsport | 9   | 10  | 8   | 8   | 6   | 5   |     |     |     |     |     |     |     |     | 50     |
| 16   | Anina Urlaß               | Kiefer Racing                        |     |     |     |     |     |     |     |     |     |     | 7   | 5   | 4   | 4   | 46     |
| 17   | Lorenzo Pontillo          | Junior Black Knights                 | 17  | DNF | 14  | 6   | 9   | 13  | 18  | 7   | 16  | DNF | 12  | 15  | 13  | 16  | 39     |
| 18   | Zoltán Kovács             | Motomax Motorsport                   | 13  | 17  | 17  | 9   |     |     | 11  | 12  | 17  | 12  | 13  | 17  | 11  | 14  | 33     |
| 19   | Fynn Kratochwil           | MASS SPORTS Racing by JRP Motorsport |     |     |     |     |     |     |     |     |     |     | 8   | 3   |     |     | 24     |
| 18   | Valdemar Mellgren         | Nordgren Racing                      | 12  | 14  | 19  | DNF | 19  | 20  | 13  | 13  | 6   | DNF | DNF | DNF | 15  | WD  | 23     |
| 19   | Swan Emprin               | Swan 96#                             | 14  | 9   | DNF | 11  | 15  | 19  | DNF | DNF | 20  | 16  |     |     |     |     | 15     |
| 20   | Daniel Krabacher          | Kini Bike World                      | 16  | 17  | 18  | DNF | 21  | DNF | 7   | 10  | 13  | 14  | 15  | 18  | 17  | 18  | 21     |
| 21   | Kyano Schoo               | KS-Racing                            | DNS | DNS | 15  | 10  | 16  | 10  |     |     |     |     |     |     |     |     | 13     |
| 22   | Delano Greven             | DG Motorsport                        | DNS | DNS | DNF | 12  | 20  | DNF | 16  | DNF | 19  | DNF |     |     |     |     | 4      |
| 23   | Anakin Zelenak            | MASS SPORTS Racing by JRP Motorsport | DNF | 13  | DNS | DNS |     |     |     |     |     |     |     |     |     |     | 3      |
| 24   | Anton Rishede Eilersen    | MASS SPORTS Racing by JRP Motorsport |     |     |     |     |     |     | 14  | 18  |     |     |     |     |     |     | 2      |
| 25   | Alexander Weizel          | Weizel Racing Team                   | 20  | 21  | 20  | DNF | 18  | DNF | 15  | 15  | 18  | 17  |     |     |     |     | 0      |
| 26   | David Sidorov             | Arda-Moto Racing Team                | 19  | 22  | DNF | DNF | 22  | DNF | 17  | 16  | 21  | 18  |     |     |     |     | 0      |

| Farbe         | Bedeutung                               |
| ------------- | --------------------------------------- |
| Gold          | Sieger                                  |
| Silber        | 2. Platz                                |
| Bronze        | 3. Platz                                |
| Grün          | Platzierung in den Punkten              |
| Blau          | Klassifiziert außerhalb der Punkteränge |
| Violett       | Rennen nicht beendet (DNF)              |
| Violett       | nicht klassifiziert (NC)                |
| Rot           | nicht qualifiziert (DNQ)                |
| Schwarz       | disqualifiziert (DSQ)                   |
| Weiß          | nicht am Start (DNS)                    |
| Weiß          | zurückgezogen (WD)                      |
| Weiß          | Rennen abgesagt (C)                     |
| ohne Farbe    | nicht am Training teilgenommen (DNP)    |
| ohne Farbe    | verletzt oder krank (INJ)               |
| ohne Farbe    | ausgeschlossen (EX)                     |
| ohne Farbe    | nicht erschienen (DNA)                  |
| fett          | Pole-Position                           |
| kursiv        | Schnellste Rennrunde                    |
| unterstrichen | WM-Führung                              |
| hochgestellt  | Platzierung im Sprintrennen             |